# Rymosia cottii
Rymosia cottii är en tvåvingeart som beskrevs av Tollet 1959. Rymosia cottii ingår i släktet Rymosia och familjen svampmyggor. Inga underarter finns listade i Catalogue of Life.